# Kounov (ort i Tjeckien, lat 50,30, long 16,26)
Kounov är en ort i Tjeckien. Den ligger i den nordöstra delen av landet, 130 km öster om huvudstaden Prag. Kounov ligger 452 meter över havet och antalet invånare är 244.
Terrängen runt Kounov är kuperad åt nordost, men åt sydväst är den platt. Runt Kounov är det glesbefolkat, med 11 invånare per kvadratkilometer. Närmaste större samhälle är Náchod, 14,7 km nordväst om Kounov. I omgivningarna runt Kounov växer i huvudsak blandskog.